# Negredo
Negredo är en kommun i Spanien.   Den ligger i provinsen Provincia de Guadalajara och regionen Kastilien-La Mancha, i den centrala delen av landet, 100 km nordost om huvudstaden Madrid. Arean är 18,0 kvadratkilometer.
Terrängen i Negredo är huvudsakligen platt, men söderut är den kuperad.